# Алешина (приток Верхней Ёрги)
Алешина — река в России, протекает по Великоустюгскому району Вологодской области. Устье реки находится в 80 км по левому берегу реки Верхней Ёрги. Длина реки составляет 18 км.
Исток реки расположен в болотах в 7 км к юго-западу от посёлка Ломоватка (центра Ломоватского сельского поселения) и в 55 км к северо-западу от Великого Устюга. Алешина течёт по ненаселённому лесу на юг, крупных притоков нет. Впадает в Верхнюю Ёргу в 2 км ниже посёлка Пихтово и в 3 км выше деревни Илатовская.

## Данные водного реестра
По данным государственного водного реестра России относится к Двинско-Печорскому бассейновому округу, водохозяйственный участок реки — Северная Двина от начала реки до впадения реки Вычегда, без рек Юг и Сухона (от истока до Кубенского гидроузла), речной подбассейн реки — Сухона. Речной бассейн реки — Северная Двина.
Код объекта в государственном водном реестре — 03020100312103000009685.